# William George Sheddon Dobbie
Sir William George Sheddon Dobbie, britanski general, * 1879, † 1964.